# محمود سعد (بازیکن فوتبال، زاده ۱۹۸۳)
محمود سعد (انگلیسی: Mahmoud Saad؛ زادهٔ ۱۲ ژانویهٔ ۱۹۸۳) بازیکن فوتبال اهل مصر است.